# Lucas (film, 1986)
Pour les articles homonymes, voir Lucas.
Ne doit pas être confondu avec Luca (film).
Pour plus de détails, voir Fiche technique et Distribution.
Lucas est un film américain réalisé par David Seltzer, sorti en 1986.

## Synopsis
Lucas Bly est un nerd extrêmement intelligent, âgé de 14 ans. Il fait un jour la connaissance de Maggie, une jolie jeune fille plus âgée qui vient de s'installer en ville. Après avoir croisé Lucas lors de l'une de ses quêtes entomologiques, Maggie s'y attache en passant du temps avec lui pendant le reste de l'été, jusqu'à ce que l'école recommence. Lucas, qui se trouve être souvent victime de bizutage et de brimades, a pour sorte de protecteur Cappie Roew, un lycéen plus agé et joueur de football; Cappie était autrefois l'un des bourreaux de Lucas, jusqu'à ce qu'il contracte une hépatite et que Lucas, pour des raisons inconnues, lui apporte ses devoirs chaque jour, s'assurant que Cappie ne décroche pas et ne doive pas redoubler son année scolaire. Même si Lucas s'y oppose, Maggie devient cheerleader de l'équipe de football pour se rapprocher de Cappie, pour qui elle a le béguin. En colère, blessé par Maggie qui l'ignore, Lucas commence à faire la morale à cette dernière, la méprisant pour son entrée dans les cheerleaders, et ressassant la rumeur qu'elle serait sa cavalière au bal de promo. Maggie confronte Lucas et lui dit qu'elle a d'autres intérêts que de passer son temps avec lui.
Tout change lors de la nuit du bal de promo quand Cappie se fait plaquer par sa petite amie Alise qui a remarqué son attraction naissante pour Maggie. Cappie, déprimé, est consolé par Maggie chez elle - au grand dam de Lucas, qui arrive, en smoking la chercher pour la soirée. Alors que Cappie et Maggie l'invitent à venir avec eux à la pizzeria, il refuse grossièrement et part sur son vélo. Rina, une amie de Lucas, le rencontre alors qu'il est assis près d'un lac, regardant les festivités scolaires sur l'autre rive.  Rina, qui est amoureuse de lui, console Lucas alors qu'il se plaint que Maggie et lui soient «de deux mondes différents». Pendant ce temps, le dîner de Cappie et Maggie à la pizzeria tourne au romantisme. Lucas passe à vélo et assiste de loin à leur premier baiser. Effondré, Lucas décide de prendre des mesures drastiques dès le lendemain.
Dans une tentative ultime - et égarée -  d'impressionner Maggie et de gagner le respect qu'il désire ardemment, le frêle Lucas rejoint l'équipe de football. Dans la douche après l'entraînement, Lucas endure encore peut-être la pire blague que lui aient infligé ses perpétuels bourreaux Bruno et Spike. À la fin, Lucas, couvert de honte, s'enfuit dans sa cachette préférée, sous un passage à niveau de chemin de fer. Maggie le poursuit pour pouvoir lui parler. Après qu'elle lui ait dit avec bonté qu'elle veut être son amie, Lucas essaie de l'embrasser. Maggie recule avec étonnement, et Lucas le cœur brisé lui hurle de partir.
Le lendemain, Lucas, toujours perdu dans ses pensées, retire son casque lors de son premier match de football (l'uniforme étant trop grand pour lui) et se fait tacler, subissant une grave blessure qui l'envoie à l'hôpital. Maggie, Cappie et Rina tentent de contacter les parents de Lucas, et Maggie découvre qu'elle ne connaît pas le jeune garçon comme elle le pensait. Corrigeant l'idée de Maggie selon laquelle Lucas vit dans la grande et luxueuse maison qu'elle a vu à plusieurs reprises, Rina leur montre où Lucas vit; dans un mobil home délabré avec son père alcoolique qui travaille comme jardinier dans la grande maison où Maggie lui avait rendu visite quelque temps auparavant.
Les camarades de classe de Lucas se relaient auprès de lui à l'hôpital pendant sa convalescence. Maggie entre dans la chambre de Lucas ce soir-là et lui intime avec sévérité de ne plus jamais jouer au football. Lucas le lui promet, et les deux se réconcilient, reprenant le cours de leur amitié. Ils imaginent où ils en seront quand les magicicadas reviendront dix-sept ans plus tard, ces sortes de cigales étant une des nombreuses partie de la science que Lucas a fait découvrir à Maggie pendant l'été qu'ils ont passé ensemble; tous deux expriment l'espoir qu'ils seront toujours en contact quand les magicicadas seront de retour.
Lucas retourne à l'école peu de temps après. Ses camarades de classe s'étonnent de son retour au vu de ce qu'il avait fait sur le terrain de football. Arrivé à son casier, il trouve Bruno et Spike qui l'attendent. Pensant que tout recommence, Lucas essaie de les ignorer pendant qu’il ouvre son casier. À l'intérieur, il trouve une veste de l’équipe de football, floquée à son nom et à son numéro dans l'équipe. Alors que Lucas se remet du choc, Bruno commence à applaudir lentement en signe de reconnaissance et de respect, et tout le couloir commence à applaudir. Maggie, Cappie et Rina sont là aussi, applaudissants, tandis que Lucas lève les bras avec triomphe et sourit.

## Fiche technique
- Titre : Lucas
- Réalisation : David Seltzer
- Scénario : David Seltzer
- Production : David Nicksay et Kristi Zea
- Société de production : Twentieth Century Fox
- Musique : Dave Grusin
- Photographie : Reynaldo Villalobos (en)
- Montage : Priscilla Nedd-Friendly
- Direction artistique : James J. Murakami
- Costumes : Molly Maginnis
- Pays d'origine : États-Unis
- Format : Couleurs - 1,85:1 - Dolby - 35 mm
- Genre : Comédie dramatique, romance
- Durée : 100 minutes
- Date de sortie : 28 mars 1986 (États-Unis)

## Distribution
- Corey Haim : Lucas
- Kerri Green : Maggie
- Charlie Sheen (VF : William Coryn) : Cappie
- Courtney Thorne-Smith : Alise
- Winona Ryder : Rina
- Tom Hodges (en) : Bruno
- Ciro Poppiti : Ben
- Guy Boyd (VF : Sady Rebbot) : l'entraîneur
- Jeremy Piven : Spike
- Kevin Wixted : Tonto
- Emily Seltzer : Marie
- Erika Leigh : Mary Ellen
- Anne Ryan : Angie
- Garrett M. Brown (VF : Yves Rénier) : Gordon Kaiser
- Jason Alderman : Tony
- Tom Mackie : Billy

## Autour du film
- Le tournage s'est déroulé à Arlington Heights, Chicago, Glen Ellyn, Highland Park et Wilmette, dans l'Illinois.
- Lucas est le tout premier film des acteurs Jeremy Piven et Winona Ryder.

## Bande originale
- Walk of Life, interprété par Dire Straits
- Follow Your Heart, interprété par Peter Rafelson
- Night Rolls On, interprété par Chris Farren
- King for a Day, interprété par The Thompson Twins
- Hit Me With Your Best Shot, composé par Eddie Schwartz
- Strut, composé par Charlie Dore et Julian Littman

## Distinctions
- Nomination au Young Artist Award du meilleur film familial, meilleur acteur pour Corey Haim et meilleure actrice pour Kerri Green en 1987.